# Meiacanthus geminatus
Meiacanthus geminatus là một loài cá biển thuộc chi Meiacanthus trong họ Cá mào gà. Loài này được mô tả lần đầu tiên vào năm 1976.

## Từ nguyên
Tính từ định danh geminatus trong tiếng Latinh có nghĩa là “gấp đôi, theo cặp”, hàm ý đề cập đến việc loài cá này được cho là có tổ tiên chung với Meiacanthus vittatus.

## Phân bố và môi trường sống
M. geminatus có phân bố nhỏ hẹp, từ đảo Palawan (Philippines) kéo dài về phía tây nam đến bờ đông bắc đảo Borneo. M. geminatus sống trên các rạn san hô ở độ sâu đến ít nhất là 17 m.

## Mô tả
Chiều dài chuẩn lớn nhất được ghi nhận ở M. geminatus là gần 5 cm. Loài này có một sọc đen dọc bên lườn ngăn cách hai màu cơ thể: thân trên sọc màu trắng xám, thân dưới sọc màu vàng sẫm. Vây lưng hầu hết là màu nâu sẫm, ngoại trừ một viền trắng rất mỏng.
Số gai vây lưng: 4; Số tia vây lưng: 26–27; Số gai vây hậu môn: 2; Số tia vây hậu môn: 15–18.

## Sinh thái

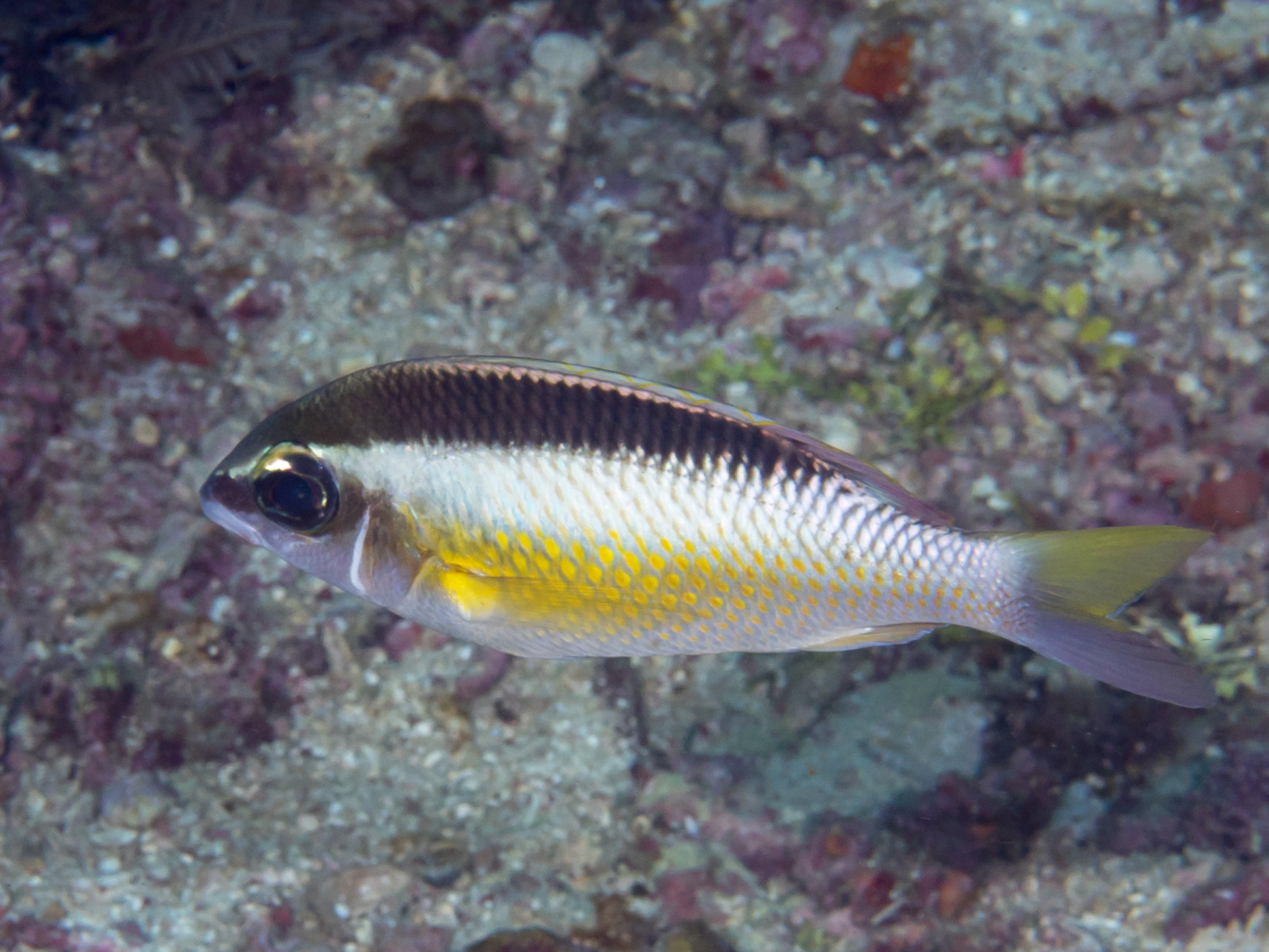
S. margaritifera còn nhỏ

Trứng của M. geminatus có chất kết dính, được gắn vào chất nền thông qua một tấm đế dính dạng sợi. Cá bột là dạng phiêu sinh vật, thường được tìm thấy ở vùng nước nông ven bờ.
Các loài Meiacanthus đều có tuyến nọc độc trong răng nanh. Do đó, chúng là hình mẫu để nhiều loài khác bắt chước theo, gọi là bắt chước kiểu Bates (loài không độc bắt chước kiểu hình, hành vi của một loài có độc). M. geminatus được bắt chước bởi cá sơn Cheilodipterus zonatus và cá lượng con Scolopsis margaritifera.